# Parsegh Schahbaz
Parsegh Schahbaz (* Juni 1883 in Boyacıköy, Istanbul; † 1915 in Harput, Osmanisches Reich) war ein osmanisch-armenischer Rechtsanwalt, Journalist, politischer Aktivist und Kolumnist. Er war Mitglied der Armenischen Revolutionären Föderation. Während des Völkermords an den Armeniern wurde Schahbaz nach Çankırı deportiert und dann nach Harput, wo er getötet wurde.

## Leben
Parsegh Schahbaz wurde im Juni 1883 im Bezirk Boyacıköy von Istanbul geboren. Er erhielt seine Schulbildung in Istanbul an den armenischen Schulen von Mayr Varjaran, Getronagan und Mkhitarian. Er setzte seinen Bildungsweg in Venedig an der San Lazzaro degli Armeni fort. Während seiner Zeit in Italien traf Schahbaz Avedis Aharonian, der ihn überzeugte, der Armenischen Revolutionären Föderation (ARF) beizutreten. Schahbaz kehrte nach Istanbul zurück, wo er die Zeitung Tsaghig (armenisch für Blume) herausgab. 1903, nach der versuchten Ermordung des Armenischen Patriarchen von Konstantinopel, Malachia Ormanian, wurden Mitglieder der ARF beschuldigt und Schahbaz floh nach Alexandria. In Ägypten arbeitete Schahbaz fünf Jahre für verschiedene armenische Zeitschriften und Zeitungen, darunter Azad Khosk, Grag, die Mdrag-Monatszeitschrift und Hachyun. Nach der Jungtürkischen Revolution 1908 kehrte Schahbaz nach Anatolien zurück, wo er seine politischen Tätigkeiten fortsetzte. Er ging dann nach Bulgarien und wieder zurück nach Ägypten, wo er 1912 heiratete. Später zog er nach Paris, um sein Studium der Rechtswissenschaften fortzusetzen. In Paris trug er zu Zeitschriften wie Mikayel Varandians Pro Armenia und Zeitungen wie Horizon und Hayrenik bei.
Im August 1914, nach Beginn des Ersten Weltkriegs, kehrte Schahbaz auf Wunsch von Victor Bérard nach Istanbul zurück, um Unterstützung für die Kriegsbemühungen der Triple Entente durch Mitglieder der ARF zu sammeln.

## Tod
Am „Roten Sonntag“, dem 24. April 1915, wurde Parsegh Schahbaz in Istanbul mit anderen Intellektuellen festgenommen und zusammen mit einer Gruppe armenischer Intellektueller nach Ayaş deportiert. Er wurde nach Mamuretülaziz verschleppt. Man nimmt an, dass Schahbaz auf dem Weg von Harput nach Malatya getötet wurde. In einem Brief an Zaruhi Bahri und Evgine Khachigian schrieb Schahbaz am 6. Juli 1915 aus Antep, dass er wegen seiner verwundeten Füße und Magenschmerzen noch sechs bis sieben Tage bleiben werde, bis er seinen acht bis zehn Tage andauernden Marsch nach Mamuretülaziz fortsetzen werde. Er hatte aber keine Idee, wieso er dahin geschickt wurde. Gemäß B. Vahe-Haig, einem Überlebenden der Massaker von Harput, wurde Parsegh Schahbaz acht Tage nach dem Massaker im Zentralgefängnis von Mezre festgehalten. Er verblieb dort eine Woche ohne Essen und wurde schwer misshandelt, bis er schließlich von Angehörigen der Jandarma getötet wurde.